# 31 janvier 1908
Le vendredi 31 janvier 1908 est le 31e jour de l'année 1908.

## Événements
- Sortie du film muet français La Belle au bois dormant, réalisé par Albert Capellani et Lucien Nonguet ;
- Ouverture de la gare ferroviaire canadienne de Strathcona à Edmonton.

## Naissances
- Aimé Blanc (mort le 27 avril 1995), écrivain français ;
- Alexandre Audouze-Tabourin (mort le 2 juin 1997), architecte français ;
- Atahualpa Yupanqui (mort le 23 mai 1992), chanteur argentin ;
- Camille Wolff (mort le 2 février 1959), personnalité politique française ;
- Conchita Panadés (morte le 3 octobre 1981), chanteuse lyrique soprano espagnole ;
- Erica Brausen (morte le 16 décembre 1992),  galeriste et marchande d'art allemande;
- Simonne Mathieu (morte le 7 janvier 1980), joueuse de tennis française ;
- Suzet Maïs (morte le 24 janvier 1989), actrice française.

## Décès
- Carl von Voit (né le 31 octobre 1831), physiologiste et diététicien allemand ;
- Louis-Charles-Georges-Jules Lafont (né le 24 avril 1825), vice-amiral français :
- Louis-Philippe Premier (né le 14 septembre 1836), distillateur français.